# Tifa Lockhart
Tifa Lockhart (ティファ・ロックハート, Tifa Rokkuhāto) est un personnage issu du jeu vidéo de rôle Final Fantasy VII paru en 1997.

## Création & apparitions
Conçu par Tetsuya Nomura, le personnage de Tifa n'est pas présent dans les premières versions de Final Fantasy VII, le jeu comptait à l'origine trois personnages jouables : Cloud Strife, Aeris Gainsborough et Barret Wallace. Lors d'une conversation téléphonique avec Yoshinori Kitase, directeur du jeu, il est suggéré qu'à un certain stade de l'aventure, l'un des personnages principaux devrait mourir. Cloud étant le personnage principal, le choix se porte donc entre Barret et Aeris, et après de longues conversations, les producteurs finissent par choisir Aeris. L'idée d'avoir deux héroïnes dans une relation avec le personnage principal plaît à Kitase, décrivant une situation inédite dans la série Final Fantasy. La série Final Fantasy utilise un système de classe pour chaque personnage, dans Final Fantasy VII, le gameplay de Tifa s'apparente à la classe de « Moine », elle se bat à l'aide de ses poings. 
Tifa apparaît la première fois dans Final Fantasy VII, sorti en 1997. Elle est dans l'histoire l'amie d'enfance de Cloud Strife et membre de l'organisation « AVALANCHE », un groupe d'éco-terroristes dont le but est de sauver la planète de la Shinra, une société qui puise de l'énergie Mako. Des flashbacks surgissent au cours de l'intrigue montrant des scènes du passé de Cloud et de Tifa. Cloud est parti rejoindre le SOLDAT afin de devenir plus fort, mais il est révélé plus tard qu'il l'a fait principalement pour attirer l'attention de Tifa. Le personnage de Tifa ainsi que son gameplay sont repris en 1998 avec la sortie du jeu de combat de DreamFactory, Ehrgeiz,. Tifa réapparaît en 2004 dans le party game de Square Enix, Dragon Quest and Final Fantasy in Itadaki Street Special.
Square Enix produit milieu 2005 un film en images de synthèse avec le créateur des personnages originaux de Final Fantasy VII, Tetsuya Nomura, pour le réaliser. Le film s'intitule Final Fantasy VII: Advent Children et bénéficie d'une localisation internationale pour les voix des personnages. La voix originale japonaise de Tifa est interprétée par Ayumi Itō et Jessica Barrier s'occupe de doubler le personnage pour la version française. Le film est accompagné d'un OAV intitulé Last Order: Final Fantasy VII et doublé uniquement en japonais, l'histoire se déroule juste après la destruction de Nibelheim par Sephiroth. Square Enix publie en fin d'année 2005 Kingdom Hearts 2, un jeu vidéo d'action-RPG mêlant les personnages des univers de Square et de Disney, où Tifa apparaît aux côtés de Cloud Strife durant une partie du jeu. Le casting pour l'enregistrement des voix reste identique au film, la version anglaise pour Tifa est enregistrée par l'actrice Rachael Leigh Cook.
Dirge of Cerberus: Final Fantasy VII paraît en 2006, le jeu met en avant principalement le personnage de Vincent Valentine, les autres personnages dont Tifa apparaissent à de très rares moments de l'aventure,. Square produit en 2011 la suite du jeu de combat, Dissidia: Final Fantasy, qui est publiée sous le titre de Dissidia 012: Final Fantasy. Tifa est présentée parmi la liste des nouveaux personnages jouables. Pour Final Fantasy VII Remake prévu en 2020, le casting pour les voix de Tifa restent inchangé, à savoir Ayumi Itō pour sa voix japonaise et Jessica Barrier, pour sa voix française.

## Controverses
Le personnage de Tifa Lockhart a subi une controverse le lundi 17 janvier 2022 lors d'une réunion zoom des sénateurs Italiens diffusée en live sur Facebook avec la présence de Gorgio Parisi. Pendant le déroulement d'un débat sur la transparence de l'administration publique, un pirate a diffusé en direct une vidéo choquante du personnage de Final Fantasy ayant un rapport sexuel. L'évènement a fait le tour du web mais n'a mené à aucune suite légale envers le pirate ni à aucun aménagement sur la sécurité de ces réunions en ligne.